# Desembarcament d'Alhucemas
El desembarcament d'Alhucemas va ser un desembarcament militar dut a terme el 8 de setembre de 1925 a Al Hoceima per l'exèrcit i l'Armada espanyoles i, en menor mesura, un contingent aliat francès, que propiciaria la fi de la Guerra del Rif, se'l considera el primer desembarcament aeronaval de la història mundial.
L'operació va consistir en el desembarcament d'un contingent de 13.000 soldats espanyols transportats des de Ceuta i Melilla per l'Armada combinada hispano-francesa. L'operació va tenir com a comandant en cap al llavors "Director Militar" d'Espanya, general Miguel Primo de Rivera, i com a cap executiu de les forces de desembarcament a les platges de la badia d'Alhucemas al general José Sanjurjo, a les ordres del qual estaven les columnes dels generals caps de les brigades de Ceuta i Melilla, Leopoldo Saro Marín i Emilio Fernández Pérez, respectivament. Entre els caps participants en l'acció es trobava el llavors coronel Francisco Franco, qui per la seva actuació al capdavant de les tropes de la Legió va ser ascendit a general de brigada.

## Antecedents
Després del desastre d'Annual, l'Exèrcit espanyol era materialment incapaç de recuperar el territori perdut. Per això es va optar per una política de contenció orientada a impedir l'expansió de la zona rebel, executada mitjançant accions militars limitades i de caràcter local. Paral·lelament, es va iniciar la depuració de responsabilitats (Expedient Picasso), alhora que les forces polítiques, l'opinió pública i fins i tot l'Exèrcit es dividien entre els partidaris d'abandonar el Protectorat i els que advocaven per reiniciar al més aviat possible les operacions militars.
El setembre del 1923 es produeix la insurrecció del general Primo de Rivera; aquest, partidari inicial de l'abandó del Protectorat, en 1924 i després de nous atacs d'Abd el-Krim que obliguen a un nou replegament espanyol a les zones de Tetuan, Ceuta i Melilla, es fa ferm partidari de passar a l'ofensiva per derrotar el líder rifeny i restituir l'autoritat espanyola al protectorat.

## El plantejament del desembarcament
L'abril del 1925 es produeix un fet crucial: Abd el-Krim, segur de si mateix pels seus èxits amb dels espanyols, va atacar la zona francesa del Protectorat. Això va obrir les portes per a un efectiu enteniment franco-espanyol per fer front comú als rifenys. A aquest efecte, al juny d'aquest any té lloc la Conferència de Madrid, que concreta les accions necessàries. Entre els acords aconseguits es troba el d'efectuar un desembarcament espanyol en la badia d'Espígols, amb la cooperació i suport d'una flota combinada, naval i aèria, franco-espanyola.
Alhucemas, zona d'assentament de la càbila de Beni Urriaguel, a la qual pertanyia Abd el Krim, constituïa el focus permanent de la rebel·lió rifenya. Per terra, totes les operacions militars espanyoles, inclosa la de 1921, que va culminar en el Desastre d'Annual; van tenir com a objectiu l'ocupació d'Alhucemas, però fracassaren una rere l'altra (fonamentalment per l'excessiu allargament de les línies).
El propòsit de l'operació es va fixar en la realització del desembarcament de 18.000 homes, encara que finalment serien 13.000 els desembarcats, per ocupar una base d'operacions a la zona d'Espígols i fer front a uns 11.000 homes que es calculava que podrien haver reunit els rifenys. Aquesta operació constituïa la primera acció amfíbia en la qual participava Espanya en l'era moderna i això, al costat del fracàs de la similar operació anglofrancesa a Gal·lípoli, en 1915 durant la Primera Guerra Mundial, constituïa un motiu de preocupació. Per si no fos poc, el terreny presentava dificultats per realitzar el desembarcament, a més de ser una regió que els rifenys coneixien amb detall. Això va portar Primo de Rivera a investigar els motius del desastre de Gallípoli i preparar una acurada planificació.
El probable coneixement de la projectada operació va impulsar al cabdill rifeny a fortificar, artillar i minar la zona. Aquestes circumstàncies van obligar el comandament espanyol a canviar el lloc del desembarcament, i va triar la Platja de la Cebadilla i Cala del Quemado, a l'oest de la badia d'Alhucemas. El primer esforç, i principal, per apoderar-se del cap de platja s'exerciria a les citades platges; una vegada aconseguit amb èxit aquest desembarcament, el segon esforç es realitzaria en algunes de les cales adjacents o bé s'aprofitaria l'èxit inicial per aprofundir i ampliar el cap de platja, depenent de les circumstàncies.

## El desembarcament
El desembarcament, previst per al dia 7 de setembre, va començar, a causa del mal temps, el 8 de setembre de 1925 a les platges d'Ixdain i la Cebadilla, on s'empraren per a l'ocasió les 24 barcasses tipus K comprades als britànics i que estaven a Gibraltar, que eren les mateixes que els anglesos havien emprat en el seu fracassat desembarcament en Gal·lípoli.
A la costa, els rifenys disposaven de catorze peces de campanya de 70 i 75 mm que havien estat capturades als espanyols i que ara eren manejades per instructors mercenaris estrangers. També disposaven de metralladores.

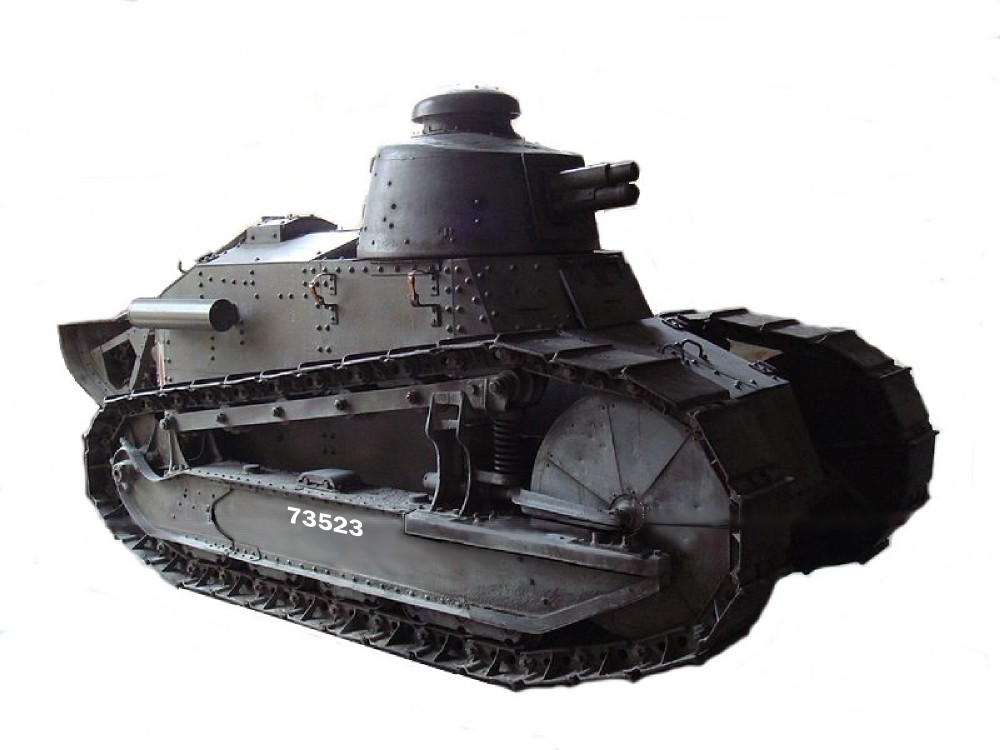
A Alhucemas, per primer cop a la història, es van usar tancs, 11 Renault FT-17, en un desembarcament. Van acabar resultant inútils, ja que les barques que els transportaven van encallar abans d'arribar a la platja.

Rebent el suport dels canons de les esquadres navals i el bombardeig de l'aviació, la primera onada va començar a les 11:30. A causa de la presència de roques, el contingent de la platja d'Ixdain va haver de desembarcar a uns 50 metres de la costa. Entretant, es descobreix que la platja de la Cebadilla està minada. Hi ha unes 40 mines enterrades en la sorra. Detonades les mines, va començar la segona onada a les 13:00 hores, i a continuació s'emprén un ràpid avanç fins a ocupar les altures que dominen la platja. En un primer moment van desembarcar 9.000 homes i durant la resta del dia es va procedir a desembarcar el material necessari per continuar l'operació. A hora foscant, l'artilleria rifenya va reprendre el foc amb intensitat contra les tropes espanyoles i l'esquadra, i causà nombroses baixes i danys menors als cuirassats Alfonso XIII i Jaime I. L'artilleria va ser resposta amb un atac aeri espanyol i al final del dia, 13.000 homes ja havien desembarcat.
Per primer cop a la història, a Alhucemas es van usar tancs en un desembarcament, concretament onze Renault FT model 1917. Els blindats, tres per cada barcassa de tipus K, haurien hagut d'arribar amb la primera onada del desembarcament per donar suport a les tropes del general Leopoldo Saro Marín. Al final, però, totes les barcasses van quedar encallades a 50 metres de la platja i els tancs, que no podien baixar per les rampes, no van poder arribar a les costes fins a l'endemà. A més d'això també va ser el primer cop en que una força aèria donava suport a un desembarcament.
Forces terrestres, navals i aèries van actuar sota un sol comandament unificat (el de Primo de Rivera), i això va creava per primer cop al món el concepte modern de desembarcament amfibi.
El 23 de setembre es va donar l'ordre de continuar l'avanç i s'ocupà la línia d'altures que domina la badia d'Alhucemas el dia 26. El 30, darrere l'altre nou període de mal temps que impedia el desembarcament del suport logístic necessari, així com el suport aeri, es va iniciar la fase final de la penetració terrestre destinada a consolidar la base d'operacions, que finalitzà el 13 d'octubre. Des d'Alhucemas, en la primavera de 1926, es van executar les operacions que van determinar la derrota de Abd el-Krim i l'ocupació i pacificació total de la zona espanyola del Protectorat.

## Ordre de batalla
- Comandant suprem: general Miguel Primo de Rivera.
- Comandament terrestre: general José Sanjurjo Sacanell.
- Comandament aeri: general Soriano.
- Comandament naval: almirall Guerra.

### Forces espanyoles
- Forces terrestres (aprox. 13.000 homes):
  - Agrupació oriental (I Graó): 2 banderes del Terç de la Legió, 7 tabors de Regulars, Batallons d'Àfrica 3 i 8; 1 bateria d'obusos de 105 mm i 2 de 75; una unitat d'enginyers, una altra d'intendència, i una tercera de Sanitat. Comandaments: general Leopoldo Saro Marín, tinent coronel Miguel Campins, coronels Francisco Franco Bahamonde i Emilio Esteban Infantes.
  - Agrupació occidental (II Graó): 1 bandera del Terç, 2 tabors de Regulars, 1 harka de Forces Indígenes, forces de la Mehal'la Indígena; 1 Batalló Expedicionari d'Infanteria de Marina; 1 bateria d'obusos de 105 mm i 2 de 75; una unitat d'enginyers, una altra d'intendència, i una tercera de sanitat. Comandaments: general Emilio Fernández Pérez, coronels Manuel Goded Llopis i Adolfo Vara del Rey

- Forces navals (almirall Guerra i contraalmirall García):

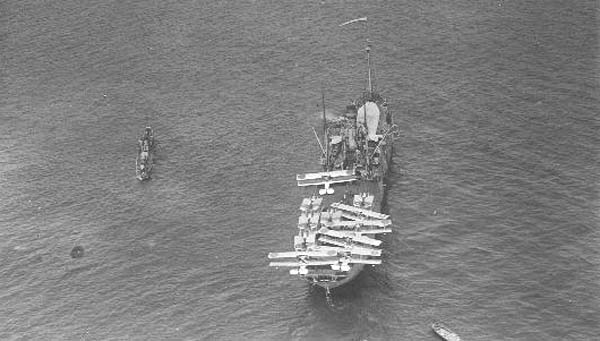
El portahidroavions Dédalo, fotografiat des d'un avió francès el 08/09/1925, a la badia d'Alhucemas.

- - 2 Cuirassats: "Jaime I" i "Alfonso XIII".
  - 4 Creuers: "Méndez Núñez", "Blas de Lezo", "Victoria Eugenia" i "Extremadura".
  - 1 Portahidroavions: "Dédalo".
  - 2 Destructors: "Alsedo" i "Velasco" (el primer d'ells, no va intervenir finalment en estar en proves i el segon, per ser abordat pel Canalejas, després de la qual cosa va haver de retirar-se).
  - 7 Canoners: "Cánovas del Castillo", "Canalejas", "Eduardo Dato", "*Lauria", "*Laya", "Recalde" i "Almirante Bonifaz".
  - 11 Guardacostes: "Uad Muluya", "Uad Kert", "Uad Martin", "Uas Ras", "Uad Lucus", "Uad Torga", "Tetuán", "Ardía", "Larache", "Alcázar" i "Xauen".
  - 6 Torpeders Classe T1: "T-1", "T-11", "T-16", "T-18" i "T-22".
  - 7 Guardapesques: "Mariner Jarano", "Cardólo", "Maquinista Macias", "*Condestable Zaragoza", "Marinero Gante", "Torpedista Hernández" i "Contramaestre Castelló".
  - 4 Remolcadors.
  - 2 Aljubs: "Àfrica" i "I".
  - 26 barcasses de desembarcament tipus K de 300 Tn.
  - 27 Transports.

- Forces aèries (general Soriano):
  - 3 esquadrilles (formada cadascuna per un grup de reconeixement i un altre de bombardeig).
  - 6 hidroavions de caça - reconeixement Savoia S-16
  - 6 hidroavions de bombardeig Machi M-18*AR
  - 1 globus captiu tipus Avorio Prassone d'1.100 m3
  - 1 dirigible semirígid de SCA de 1500 m3
  - 2 avions Junkers F-13 de la Creu Roja.

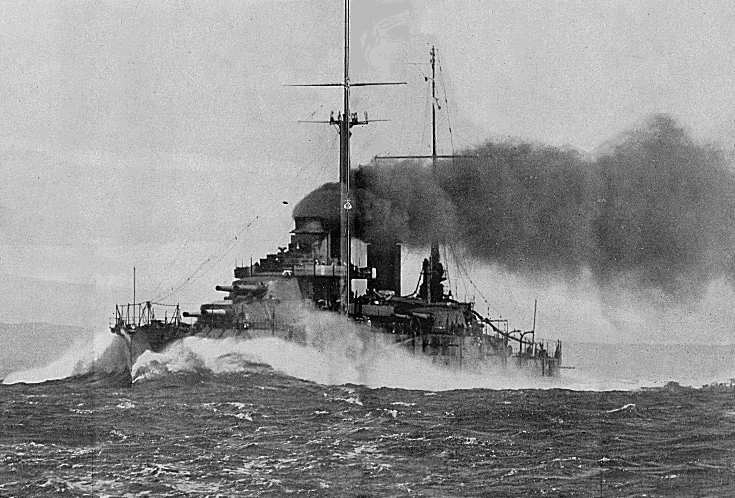
Fotografia del cuirassat París navegant a tota màquina, l'any 1914.

### Forces franceses
- Forces navals (almirall Hallier):
  - 1 cuirassat: "París".
  - 2 creuers: "Metz" i "Strasbourg".
  - 2 *torpederos: "Anammite" i "Tonkinois".
  - 2 monitors avisos: "Reims" i "Amiens"-
  - 1 remolcador.
  - 1 batalló d'infanteria de marina (que va desembarcar a les 24 hores).

- Forces aèries:
  - 1 esquadrilla de bombardeig: Farman Goliath composta per 6 aparells.